# 日産・GT-R LM NISMO
GT-R LM NISMOは、日産自動車が2015年のル・マン24時間レースおよびFIA 世界耐久選手権のLMP1-Hybridクラスに参戦するために開発したプロトタイプレーシングカーである。日産のプロトタイプレーシングカーとしては、R391以来16年ぶりに製作された車両である。

## 概要
日産は2014年から、同社のフラッグシップスポーツカーであるGT-Rの名前を冠したレーシングカーを2015年のル・マン24時間レースに参戦する車両として予告していた。全米で最もスポーツ中継のテレビ視聴率が高いとされるスーパーボウルのCM枠を日産北米法人が購入し、現地時間2015年2月1日夜(日本時間2月2日午前)の第49回スーパーボウルのNBC全米中継のCM枠にて、新型マキシマとともに「GT-R LM NISMO」が公開された。
プロジェクトの主体はダレン・コックス率いるグローバルモータースポーツ部門、開発拠点はアメリカ、エンジン開発は日本 (NISMO) という体制がとられる。チーフデザイナーのベン・ボウルビー (Ben Bowlby) は、ル・マン24時間レースのガレージ56枠として「デルタウイング」（2012年）と「日産・ZEOD RC」（2014年）という独創的なレースカーを設計しており、今回のGT-R LM NISMOも常識を覆すアイデアをもって登場した。

### レイアウト

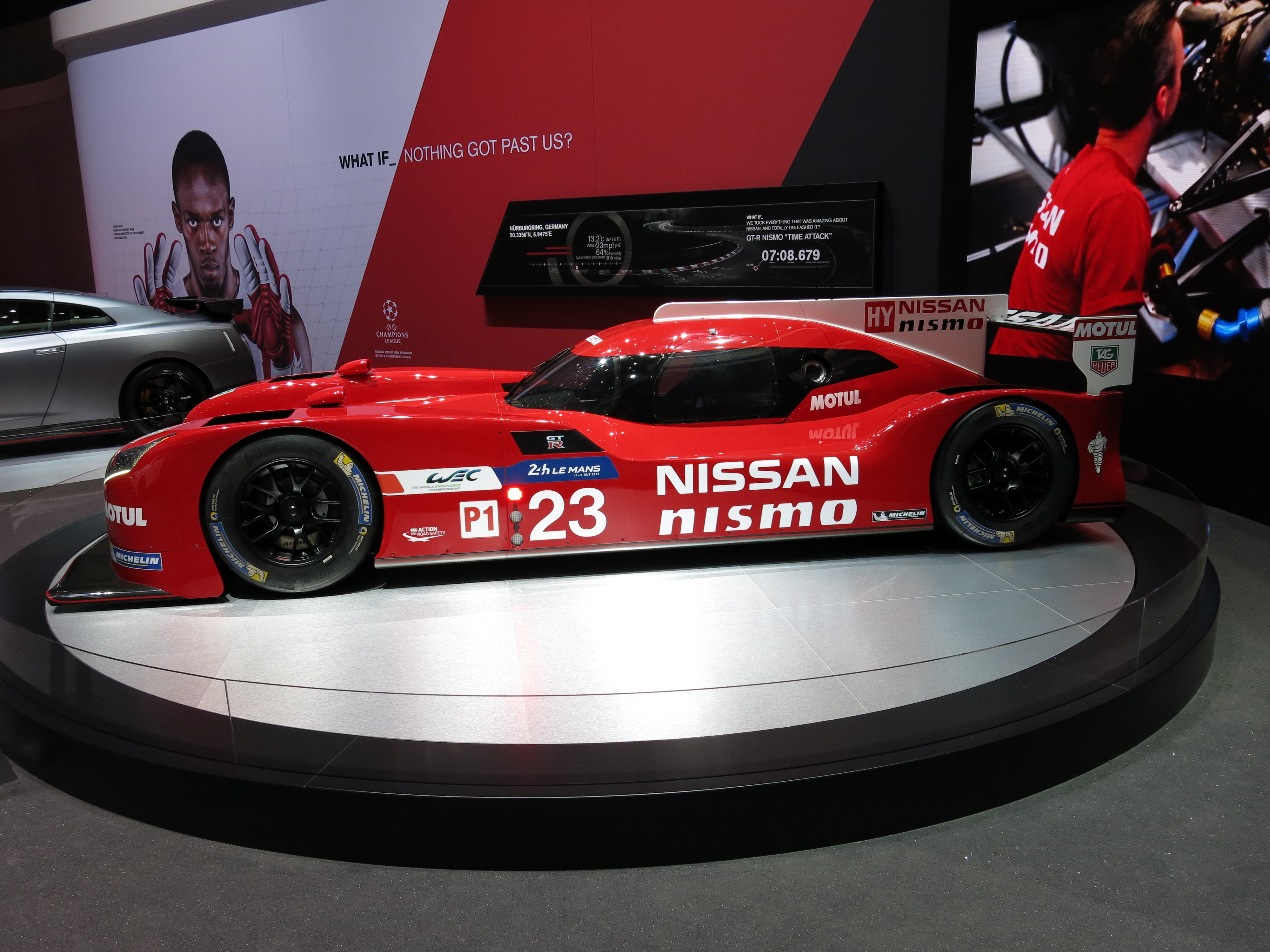
GT-R LM NISMOのサイドビュー（2015年ジュネーブ・モーターショー）

通常のプロトタイプレーシングカーは、エンジンをコクピット後方のリアミッドシップにマウントし後輪を駆動する、ミッドシップエンジン・リアドライブ (MR) 配置だが、GT-R LM NISMOはコクピット前方にエンジンをマウントし、前輪を駆動するフロントエンジン・フロントドライブ (FF) 配置としている（フロントエンジン車の前例としてはグループCマシンのスカイラインターボCやLMP1のパノス・ロードスターSがあるが、これらはいずれもフロントエンジン・リアドライブ(FR)配置）。形状も従来のプロトタイプとは一線を画したロングノーズの車体となっている。日産はこれを「革新的新型LMP1レースカーは他に類を見ないマシン」と説明している。
ユニークなFF方式のレイアウトを採用したのは、空力を優先したためだという。ル・マン・プロトタイプのレギュレーションでは、リアよりもフロントの方が空力設計の自由度が高いので、フロント側で重点的に空力開発を行った。車体設計上、ダウンフォースの前後配分と車体の重量配分を合わせるのがセオリーであるため、フロントに重量物を配置することになった。前後の重量バランスに比して、タイヤ幅も前輪310mm、後輪200mmと異なっている。フロントでダウンフォースを多く稼げるため、大型のリアウィングを用いる必要はなく、ドラッグ量は少なく抑えられている。
フロントのノーズ周り、ヘッドライトなどのデザインについては日産本社から、市販車のGT-Rに近づけるように指示されていた。

### モノコック
モノコックは前後部の幅が細まったボートのような形状をしている。その両脇にエアダクトが取り付けられ、フロントから流入した空気がダクト内を通過し、リアディフューザー上部に排出される。この構造によりドラッグ削減が見込めると説明されている。ダクトを通す空間を確保するため、左右に張り出した箱型の構造物にリアサスペンションが取り付けられている。

### エンジン・駆動系
エンジンは3リットル60度V6直噴ガソリンエンジンをツインターボで過給し、コスワースのエンジンコントロールユニットで制御する。市販モデルの次期型GT-Rのエンジンはこの車両のものをベースとする可能性があるという。前述のダクトの関係上、排気口はボンネット上に設けられている。
回生装置 (ERS-K) はフロントにトロトラック製の機械式フライホイールを搭載。ライバル車と異なり、電力変換を行わず運動エネルギーをダイレクトにフライホイールに伝えて蓄えられるという。モーターを装備せず、プロペラシャフトを介して後輪を機械的に駆動し、パートタイム4WDとなる設計。放出量は8メガジュールを目標にしたが、2015年は2MJを選択した。コクピットの足元にフライホイールが位置するため、ドライバーは膝を抱えたような窮屈な運転姿勢を強いられる。2016年シーズン参戦用の車両ではトロトラック製に替わって、新たなサプライヤーがシステムの開発に当たっていると見られている。
5速トランスミッションはエンジン前方（マシンの最前部）に置かれる。
ジャーナリストのサム・コリンズは、「電装系ケーブルや冷却パイプ、エアダクト、ラジエーター、サスペンションパーツなどがエンジンやトランスミッションの周囲や上部を這うように配置されており、エンジンやトランスミッション周りの作業を行うことはほとんど不可能に思えた」と述懐している。

## レース活動

### 2015年シーズン

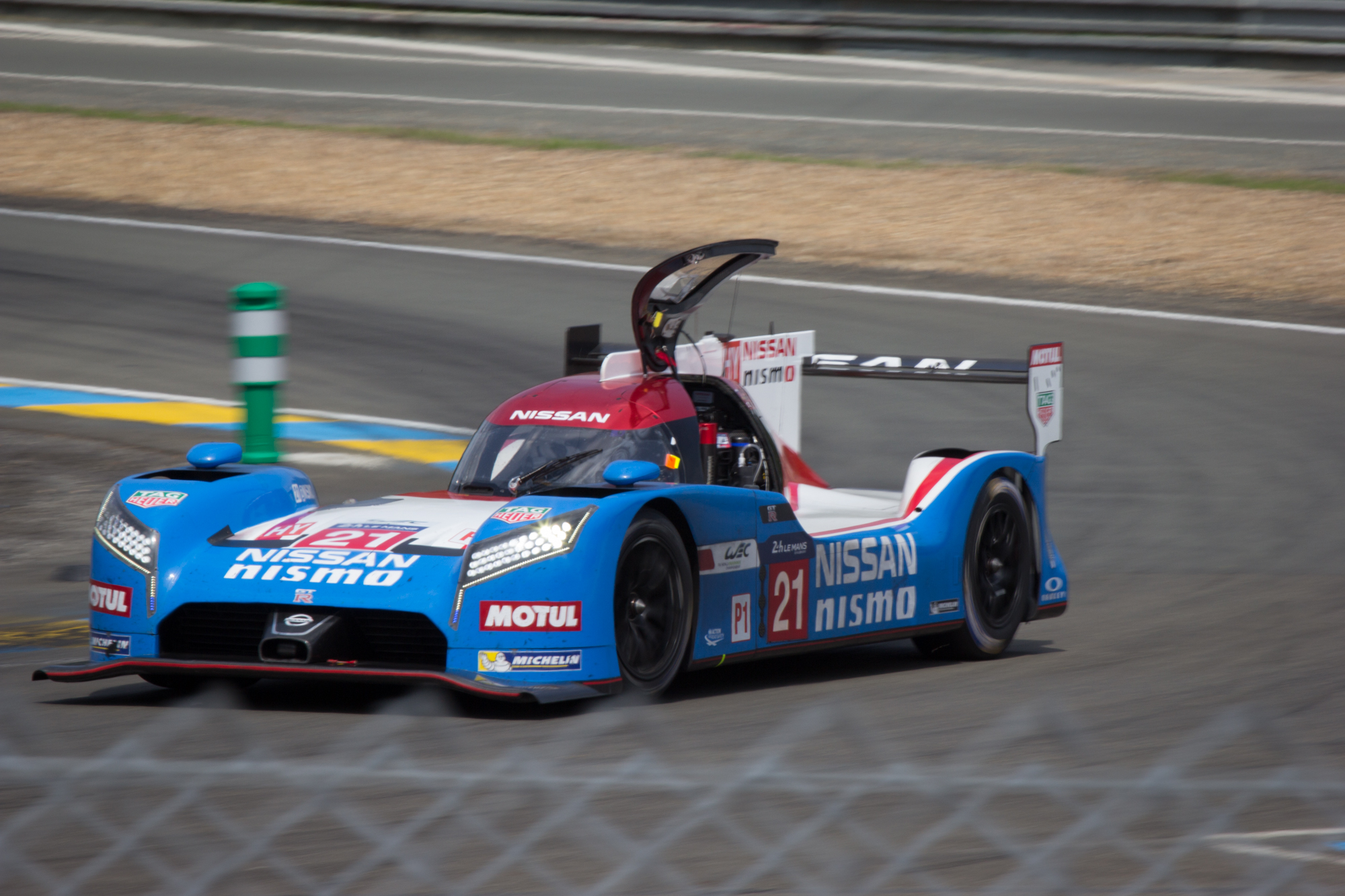
走行中ドアが開いたままになるトラブルに見舞われた21号車（2015年ル・マン24時間レース）

2015年のFIA 世界耐久選手権 (WEC) に開幕から出場する予定であったが、2015年3月初めに行なわれたセブリングテストを2日間で打ち切った。4月と5月の期間を重点的に車両の開発とテストに充てると方針変更し、第1戦シルバーストン6時間レースと第2戦スパ・フランコルシャン6時間レースには出場しないこととなった。
第3戦ル・マン24時間レースへは3台体制で臨んだが、予選ではトップのポルシェ・919から20秒落ちでLMP2の1台をも下回り、110%落ちのタイム（3分36秒575）に達することができなかったため3台ともグリットを降格された、決勝では21号車は開始10時間の所でフロントタイヤが外れるトラブルでリタイヤ。23号車はリアサスペンションに問題が発生し残り1時間の所でリタイヤ。22号車は開始9時間の所で障害物にぶつかりレースから一時脱落。車体を修復してレースに復帰し、24時間を走り切りチェッカーを受けたが、規定周回に満たないため完走扱いにならなかった。信頼性不足のためハイブリッドシステムの使用を諦め、エンジン出力のみで走行していたという（LMP1-Hybridクラスの車両には回生装置の搭載が義務付けられているが、走行中に使用しなくても規定違反にはならない）。またサスペンションの強度不足から、縁石に乗らないように指示されており、ドライバーはレコードラインを外すことを強いられた。しかしそうした縛りがあってもなお、決勝中のベストラップは重量・出力で上回るLMP2よりも速かった。
チーム側では挑戦初年度において「3台のうち1台はフィニッシュまで導く」という目標を達成したと自己評価したが、プロジェクトへの取り組み方や準備不足に対して疑問の声が挙がっている。レーシングカーデザイナーの由良拓也は「他のメーカーに失礼」と日産の準備不足を批判し、また、レース中に解説を務め過去にワークスドライバーとして、日産からル・マンに参戦していた長谷見昌弘は「LMP2より遅いペースで走ってデータ取りなど意味が無い」などとレース関係者が痛烈に批判していた。
8月には、WEC第4戦以降の参戦を延期し、車両開発に専念することを決めた。10月1日、正式にル・マン24時間レースを除くWECの2015年シーズン参戦の欠場が発表された。
同2015年にはベン・ボウルビーがチーム代表を退いてマイク・カルカモに交代し、10月30日には日産のグローバルモータースポーツ部門を率いていたダレン・コックスがLMP1プログラムの中心から外された格好となって退職したことが明らかとなった。
同年11月末に行われたニスモフェスティバルでは、ニスモの宮谷正一社長が「来年に向けて、いま開発をかなり取り組んでいて、来年にはしっかりと戦うことができるようにしています」とファンに向けて説明したが、同年12月23日に2016年度のWECおよびル・マン24時間レースへの参戦を中止することが発表された。この発表とほぼ同時に、インディアナポリスに存在するファクトリーの従業員に対する解雇通知がEメールで通達され、驚いた従業員らはファクトリーに押し寄せたが入れてもらえず、完全に締め出されてしまったという。このような顛末からレースファンからの批判に加え、AUTOSPORT誌上でも日産のモータースポーツへの取り組み方についてジャーナリストたちの懐疑的、批判的な論調の記事が掲載される結果となった。
なお、本車が搭載していたVRX30A型エンジンはノートラブルで評価も高く、2017年にLMP1プライベーターのバイコレスに供給された。しかしル・マンではオープニングラップでクラッシュ、WECはシーズン途中で活動休止と、戦果を挙げるには至らなかった。
| 年     | チーム               | クラス | No. | ドライバー                                                 | Rds. | 1   | 2   | 3       | 4   | 5   | 6   | 7   | 8   | Pts. | Pos. |
| ------ | -------------------- | ------ | --- | ---------------------------------------------------------- | ---- | --- | --- | ------- | --- | --- | --- | --- | --- | ---- | ---- |
| 2015年 | 日産モータースポーツ | LMP1   | 21  | 松田次生 ルーカス・オルドネス マーク・シュルジッツスキー   | 3    | SIL | SPA | LMS Ret | NÜR | COA | FUJ | SHA | BHR | 0    | NC   |
| 2015年 | 日産モータースポーツ | LMP1   | 22  | ハリー・ティンクネル アレックス・バンコム ミハエル・クルム | 3    | SIL | SPA | LMS NC  | NÜR | COA | FUJ | SHA | BHR | 0    | NC   |
| 2015年 | 日産モータースポーツ | LMP1   | 23  | マックス・チルトン ヤン・マーデンボロー オリヴィエ・プラ   | 3    | SIL | SPA | LMS Ret | NÜR | COA | FUJ | SHA | BHR | 0    | NC   |

- 太字はポールポジション (key)